# بني شعيب (القفر)
السادة الإشراف بني شعيب هي إحدى قرى عزلة بني سيف السافل بمديرية القفر التابعة لمحافظة إب، بلغ تعداد سكانها 1033 نسمة حسب تعداد اليمن لعام 2004. نسبهم يعود إلى الأمام جعفر ابن الإمام محمد بن الإمام زيد بن الإمام علي زين العابدين السجاد ابن الحسين ابن الإمام علي ابن أبي طالب عليه السلام زوج سيدة نساء العالمين فاطمة الزهراء بنت رسول الله صلى الله عليه وسلم. نسب بني شعيب الإشراف محافظة إب القفر 